# 양주시의 향토유적
양주시의 향토유적은 다음 각호에 해당하는 것을 말한다.
1. 문화재보호법 및 경기도문화재보호조례에 의하여 문화재 및 건조물로 지정되지 아니한 것으로서 향토의 역사·예술적 가치가 있는 것과 이에 준하는 참고자료
2. 향후 문화재로서 보존가치가 있을 것으로 기대되는 유적
3. 향토문화·토속·풍속을 연구하는데 필요한 자료

## 지정 목록
| 번호 | 그림 | 명칭                                    | 소재지                             | 소유자 (관리자)        | 지정·해제일자                                                         | 비고 |
| ---- | ---- | --------------------------------------- | ---------------------------------- | ---------------------- | --------------------------------------------------------------------- | ---- |
| 1호  |      | 대모산성                                | 양주시                             |                        | 1986년 4월 15일 지정, 1993년 10월 30일 해제, 경기 기념물 143호로 승격 |      |
| 2호  |      | 남을진 선생 묘 및 신도비                | 양주시 은현면 봉암리 산50-2        | 의령남씨종중           | 1986년 4월 15일 지정                                                  |      |
| 3호  |      | 정민시선생묘 및 신도비                  | 양주시 산북동 산92                 | 온양정씨종중           | 1986년 4월 15일 지정                                                  |      |
| 4호  |      | 정렴선생묘                              | 양주시 산북동 산92                 | 온양정씨종중           | 1986년 4월 15일 지정                                                  |      |
| 5호  |      | 이해수선생묘                            | 양주시 남면 한산리 산1             | 전의이씨 종중          | 1986년 4월 15일 지정                                                  |      |
| 6호  |      | 이준선생묘                              | 양주시                             |                        | 1986년 4월 15일 지정, 1989년 12월 29일 해제, 경기 기념물 120호로 승격 |      |
| 7호  |      | 최제·최혁 효자정문 (崔濟·崔爀 孝子旌門) | 양주시 광적면 현석로 495번길 52-11 | 충주최씨 종중 (최면승) | 1986년 4월 15일 지정                                                  |      |
| 8호  |      | 송질 선생 묘 및 신도비                  | 양주시 은현면 선암리 산15-23       | 여산송씨 소윤공파 종중 | 1986년 4월 15일 지정                                                  |      |
| 9호  |      | 윤자운선생묘 및 신도비                  | 양주시 백석읍 홍죽리 산27          | 무송윤씨 종중          | 1986년 4월 15일 지정                                                  |      |
| 10호 |      | 남희선생 묘                             | 양주시 은현면 도하리 산16          | 의령남씨종중           | 1986년 4월 15일 지정                                                  |      |
| 11호 |      | 홍지선생 묘                             | 양주시 남면 상수리 산55-1          | 남양홍씨종중           | 1986년 4월 15일 지정                                                  |      |
| 12호 |      | 조영무별묘                              | 양주시 백석읍 연곡리 산25          | 한양조씨 종중          | 1986년 4월 15일 지정                                                  |      |
| 13호 |      | 회암사지 당간지주                       | 양주시 회암동 산8                  | 회암사                 | 1986년 4월 15일 지정                                                  |      |
| 14호 |      | 빗접바위                                | 양주시 광적면 덕도리 산97-1        | 수원백씨종중           | 1986년 4월 15일 지정                                                  |      |
| 15호 |      | 양주동헌                                | 양주시 유양동 141-1                |                        | 1986년 4월 15일 지정, 1999년 4월 23일 해제, 경기 기념물 167호로 승격  |      |
| 16호 |      | 윤근수 사당 (尹根壽 祠堂)               | 양주시 옥정동 776-2                | LH토지주택공사         | 2001년 7월 27일 지정                                                  |      |
| 17호 |      | 홍서봉 신도비 및 묘역                   | 양주시 남면 상수리 산55-1          | 남양홍씨종중           | 2006년 1월 19일 지정                                                  |      |
| 18호 |      | 양주들노래                              | 양주시 백석읍 오산리 516-5번지     | 양주들노래보존회       | 2010년 9월 7일 지정                                                   |      |

## 참고 문헌
- 양주시 홈페이지 - 고시/공고